# Cnemidolophus lavernellus
Cnemidolophus lavernellus is een vlinder uit de familie prachtmotten (Cosmopterigidae). De wetenschappelijke naam van deze soort is voor het eerst geldig gepubliceerd in 1881 door Walsingham.
De soort komt voor in tropisch Afrika.